# Nociceptieve pijn
Nociceptieve pijn is pijn veroorzaakt door actieve of dreigende weefselschade die leidt tot activering van de perifere nociceptoren. Het begrip wordt vaak gehanteerd in contrast met neurogene pijn, omdat beide soorten pijn op verschillende wijze moeten worden behandeld. Nociceptieve pijn reageert meestal goed op paracetamol, NSAID's en opioïden.
De weefselschade kan somatisch of visceraal zijn:
- somatisch: huid, spier en bot
  - constant, knagend, kloppend, stekend, zeurend
  - scherp begrensd en gelokaliseerd
- visceraal: organen
  - aanvalsgewijs, diep, knijpend
  - onduidelijk begrensd en moeilijker te lokaliseren

De nociceptie heeft vier processen:
1. transductie: prikkeling van de perifere nociceptoren
2. transmissie: overbrengen van de prikkel via het ruggenmerg naar de hersenen
3. waarneming: herkennen in de hersenen van de pijn
4. modulatie: terugkoppeling van de hersenen naar het weefsel waar de pijn optreedt